# آرارات اینترنشنال ایرلاینز

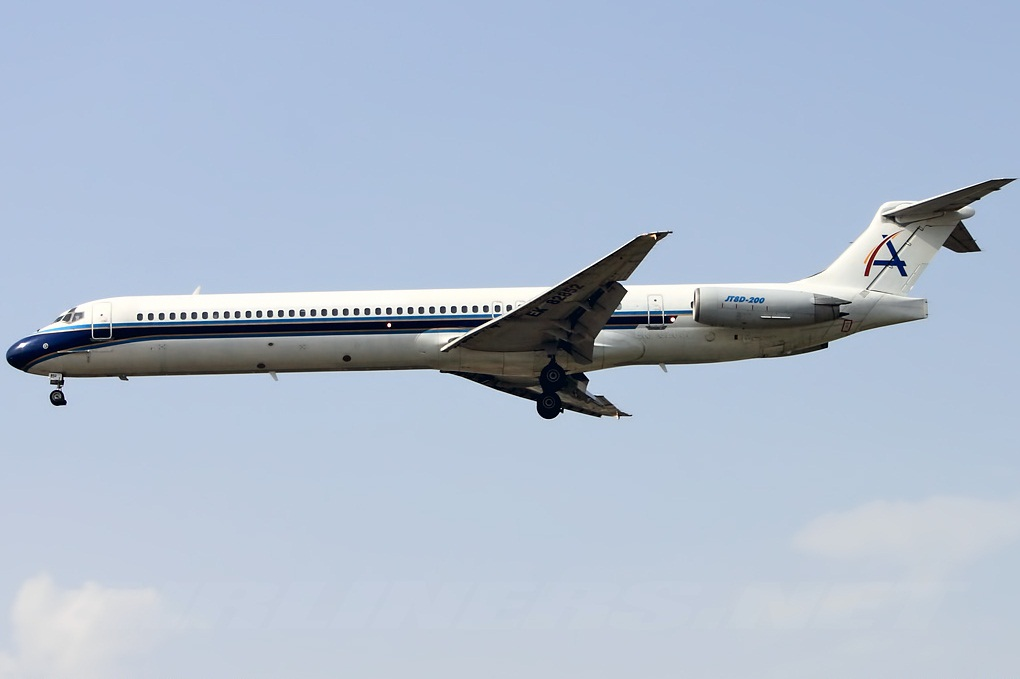

آرارات اینترنشنال ایرویز (انگلیسی: Ararat International Airlines) یک شرکت هواپیمایی با کد یاتا 4A است که در ۲۰۱۰ میلادی تأسیس شد. دفتر مرکزی آرارات اینترنشنال ایرویز در ایروان، ارمنستان واقع شده بود و قطب این شرکت هواپیمایی در فرودگاه بین‌المللی زوارتنوتس قرار داشت  این شرکت هواپیمایی در سال ۲۰۱۳ منحل شد.